# تاریخ‌نگاری مارکسیستی

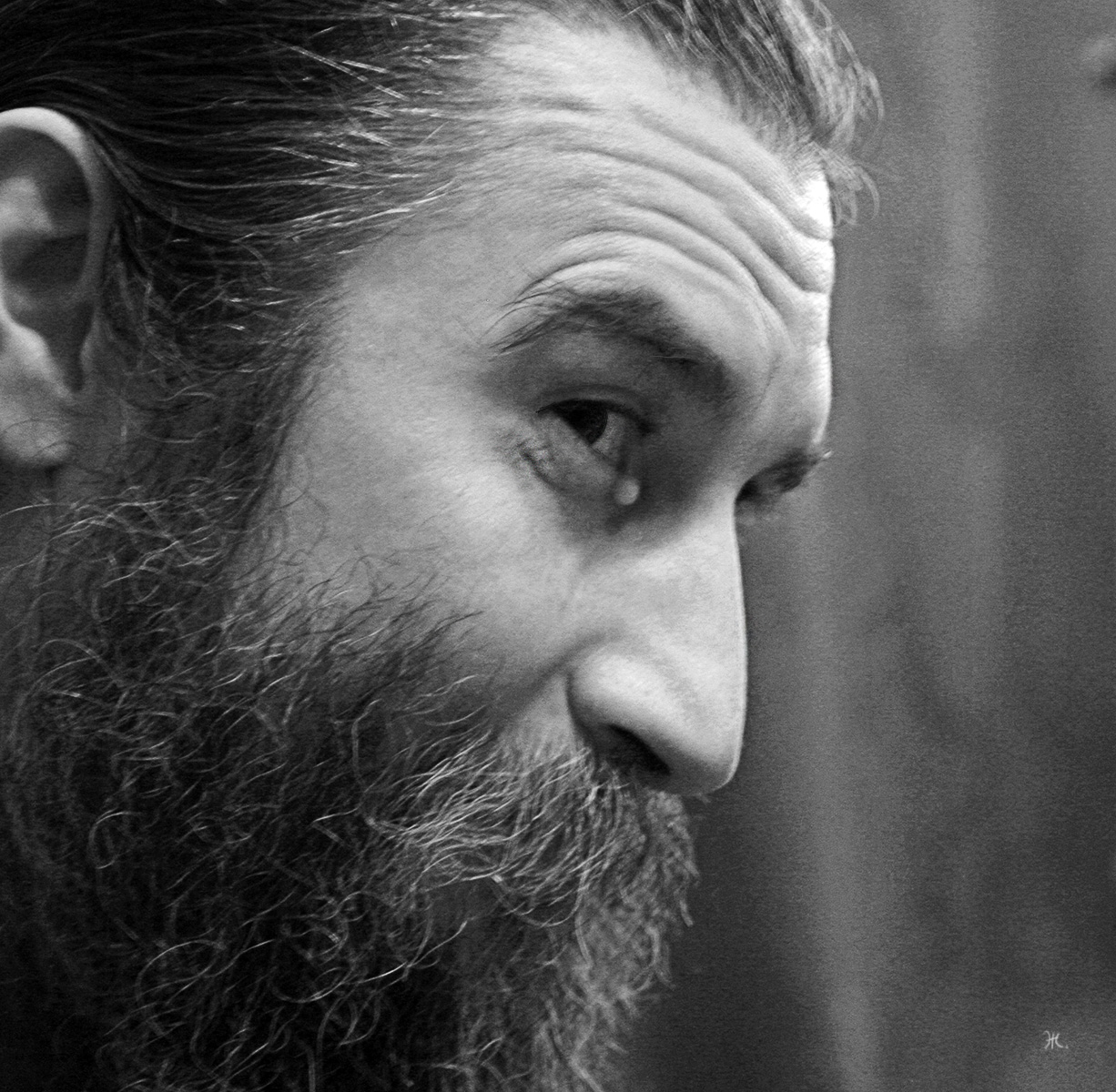
الکساندر نیکولاویچ تاراسف

تاریخ‌نگاری مارکسیستی مکتبی در تاریخ‌نگاری است که تحت تأثیر نظریه مارکسیسم می‌باشد. اصول و اساس تاریخ‌نگاری مارکسیستی یکی طبقه اجتماعی و دیگری اقتصاد است.
تاریخ‌نگاری مارکسیستی دارای یک غایت‌شناسی مبتنی بر جامعهٔ بی طبقه می‌باشد. هدف از نگارش این نوع تاریخ این است که جامعه پرولتاریا و کسانی که تحت ستم قرار دارند به خودآگاهی تاریخی برسند.